# Épaulettes
Pour les articles homonymes, voir Épaulette.
Épaulettes est le nom donné à la première émission de timbres-poste belges car ils représentent le roi des Belges Léopold Ier en uniforme militaire, avec les épaulettes bien apparentes.

## Histoire
Après une étude au Royaume-Uni de l'inspecteur belge Louis Bronne et plusieurs années de débat parlementaire, le roi Léopold Ier signa le 17 juin 1849 l'arrêté royal autorisant l'impression de timbres-poste. La Belgique adoptait donc le système du paiement de l'expédition d'une lettre par l'expéditeur comme le Royaume-Uni avec le Penny Black.
Deux timbres furent émis le 1er juillet 1849 qui correspondaient aux deux échelons de tarification selon la distance entre le bureau d'origine et le bureau de destination : 
- dix centimes pour moins de 30 km,
- vingt centimes au-delà en Belgique.

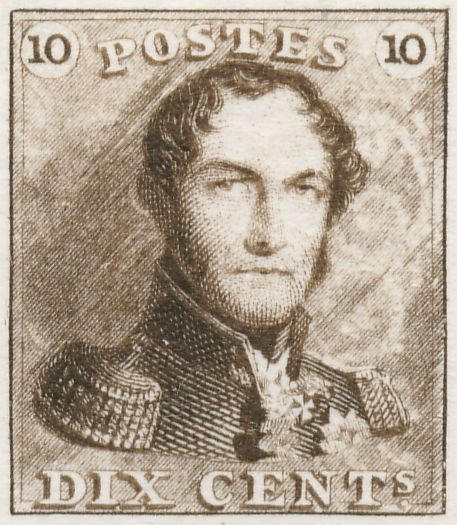
L'Epaulette à 10 centimes

L'introduction du timbre postal, ainsi que la distribution quotidienne dès 1841 et la réorganisation des services postaux, permirent une augmentation du courrier. De 7 037 443 lettres traitées en 1839, les postes belges acheminèrent 9 millions en 1851 et 17 millions et demi en 1860.
Ces deux timbres sont démonétisés le 1er juillet 1866 avec l'ensemble des timbres à l'effigie de Léopold Ier dessinés d'après le tableau de Lievin De Winne.

## Description
Les deux timbres de couleur brune pour le 10 centimes et bleue pour le 20 centimes portent l'effigie du roi des Belges, Léopold Ier ; il porte un uniforme dont les épaulettes sont bien visibles. Il porte la mention « POSTES » en haut, encadré par la valeur faciale en chiffre. En bas, la valeur est reproduite en lettres. Comme pour le premier timbre britannique, le pays n'est pas mentionné, le timbre servant uniquement pour les plis intérieurs.
Charles Baugniet a dessiné le portrait du roi, la composition est de Jacob Wiener et la gravure de John Henry Robinson.
Imprimé en taille-douce sur un papier fin main, le timbre est muni d'un filigrane représentant le monogramme royal : deux « L » majuscules cursifs enlacés, dans un cadre de la taille du timbre. Il a été effectué un tirage de 5 250 000 exemplaires pour chacun des timbres.

## Commémorations
Pour le 150e anniversaire de ces timbres, La Poste belge a émis en 1999 deux timbres sur timbre. Ils représentaient chacun un des timbres « Épaulettes » sur la partie gauche, le monogramme du filigrane et les autres mentions habituelles sur la partie droite.

### Sources
- Philanews, magazine du service philatélique de la poste belge, n°4/1999.